# Phoxinus bigerri
Vairon basque, Vairon de l'Adour
Espèce
Statut de conservation UICN

 LC : Préoccupation mineure
Phoxinus bigerri, le Vairon basque ou Vairon de l'Adour, est une espèce de poissons d'eau douce actinoptérygiens de la famille des Leuciscidae.

## Description
Ce vairon peut mesurer 6,6 cm de long en longueur standard (SL) et 8 cm de long en longueur totale (TL),.

## Répartition

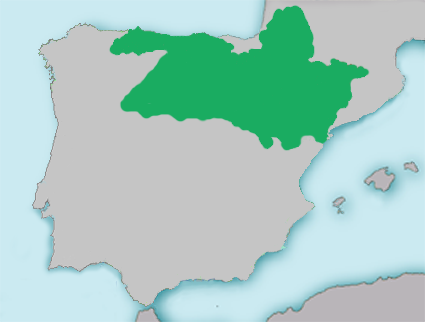
Aire de répartition du Vairon basque.

Ce poisson d'eau douce est endémique du Sud-Ouest de l'Europe, à savoir le Nord de l'Espagne, l'extrême Sud-Ouest de la France et l'Andorre. Il est indigène des bassins de l'Adour, de l'Èbre et de ruisseaux de la cordillère Cantabrique,.
Il a été introduit dans le bassin du Douro, dans le Nord-Ouest de l'Espagne.

## Le Vairon basque et l'Homme
Le Vairon basque est considéré comme une « espèce de préoccupation mineure » (LC) par la liste rouge de l'UICN.
Il est considéré comme une « espèce quasi menacée » (NT) par la liste rouge du Comité français de l'UICN dans sa version de 2019, où il était une « espèce à données insuffisantes » (DD) dans la version de 2009.

## Taxonomie

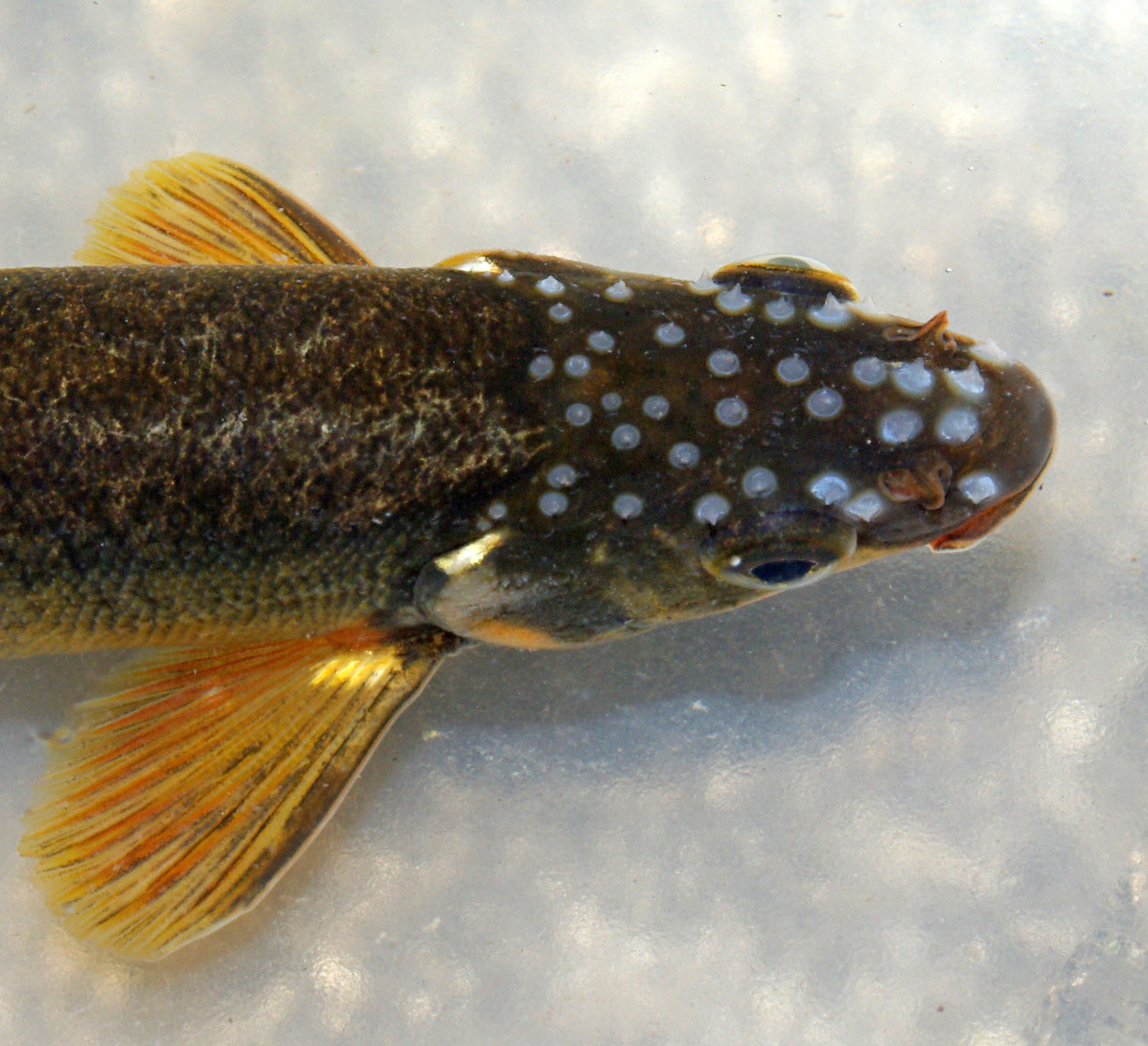
Gros plan en vue de dessus sur la tête du même spécimen, où on peut voir les tubercules nuptiaux.

L'espèce a été décrite en 2007 par l'ichtyologiste suisse Maurice Kottelat, en même temps que le Vairon du Languedoc (Phoxinus septimaniae) et P. strymonicus (en).
Les noms vernaculaires attestés en français sont « Vairon basque », « Vairon de l'Adour » et « Vairon béarnais »,.
Il a été distingué du Vairon commun (P. phoxinus), qui a une aire de répartition plus septentrionale en Europe.

### Étymologie
L'épithète spécifique bigerri fait référence aux Biguerres, peuple aquitain ayant plus ou moins habité le bassin de l'Adour, lieu de collecte des spécimens de la série-type,.

### Publication originale
- (en + de) Maurice Kottelat, « Three new species of Phoxinus from Greece and southern France (Teleostei: Cyprinidae) », Ichthyological Exploration of Freshwaters, Munich, Verlag Dr. Friedrich Pfeil (de), vol. 18, no 2,‎ juin 2007, p. 145-162 (ISSN 0936-9902, lire en ligne [PDF], consulté le 7 mai 2024) (protologue).